# Вибори Державного старійшини Естонії 1934
Вибори Державного старійшини в Естонії були призначені на 22 і 23 квітня 1934 року. Вони мали відбутися на основі нової конституції, яка набула чинності 24 січня того ж року, і були першими прямими виборами глави держави в історії Естонії, оскільки попередні глави держави обиралися Рійгікогу разом з іншими членами уряду Естонії. Однак вибори так і не відбулися через державний переворот 12 березня трьома з чотирьох основних кандидатів.

## Кандидати
За словами Kommunist, підпільного голосу Комуністичної партії Естонії (EKP), EKP не змогла висунути свого законного кандидата в результаті «дикого білого терору», але, незважаючи на це, робітничий клас висунув свого незалежного кандидата. ЄКП висунула Ганса Пегельманна кандидатом, який пообіцяв повісити «всіх великих злодіїв і великих шахраїв». Крім того, Коммуніст писав, що «буржуазний уряд-ізгой» офіційно не ставив на голосування кандидатуру Пегельмана, побоюючись, що більшість народу проголосує за Пегельмана. Виходячи з цього, EKP запропонувала людям голосувати за Пегельмана білими листочками паперу, написавши на них ім'я Пегельмана. Однак у газеті не повідомляється, що робітники мали робити з цими папірцями.
23 лютого 1934 року кандидатури Андреса Ларки, Йогана Лайдонера та Костянтина Пятса були подані до Головного виборчого комітету. Теодор Рюкук висунув кандидатом на посаду державного старости Андреса Ларку, лідера руху Вапс. Під листом-пропозицією підписалося 77 громадян. Гендрік Вахтрамяе висунув Йогана Лайдонера, колишнього головнокомандувача Збройними силами Естонії, кандидатом на посаду державного старости за підтримки 38 громадян. Август Юрман з партії «Асамблеї фермерів Петса» висунув Костянтина Петса, колишнього державного старійшину Естонії, кандидатом на посаду державного лідера. 39 громадян підтримали цю кандидатуру. 25 лютого Алма Остра-Ойнас висунула кандидатуру Августа Рея від Соціалістичної робітничої партії. Загалом лист про висування підписали 28 громадян, які мають право голосу.

## Збір підписів та скасування виборів
Збір підписів під вимогами щодо висунення кандидатів у Державні старійшини розпочався 5 березня і мав тривати до 27 березня. Кожен кандидат повинен був зібрати не менше 10 тисяч підписів, щоб пройти на виборах. У зв'язку з державним переворотом 1934 року, здійсненим Костянтином Петсом і Йоганом Лайдонером, вибори Державного старости були відкладені постановою про перенесення виборів Державного старости та Рійгікогу від 19 березня до кінця епохи тиші. Фактичний збір підписів закінчився після надходження номера Riigi Teataja (у Таллінні 21 березня 1934 р. о 12 годині). Виборчий процес було припинено та визнано таким, що не відбувся.
На той час, за неповними даними, Андрес Ларка отримав 62 270 підписів, з яких 25 163 були з Таллінна, Йоган Лайдонер 38 066, з яких 6 150 були з Віруського повіту, Костянтин Петс 18 501, з яких 3 448 були з Тартуського повіту, і Август Рей 4983, з яких 1562 були з Таллінна . Це означає, що на основі підписів, поданих станом на 21 березня, усі висунуті кандидати, окрім Августа Рея, пройшли б до виборів.